# Gökhan Akkamis

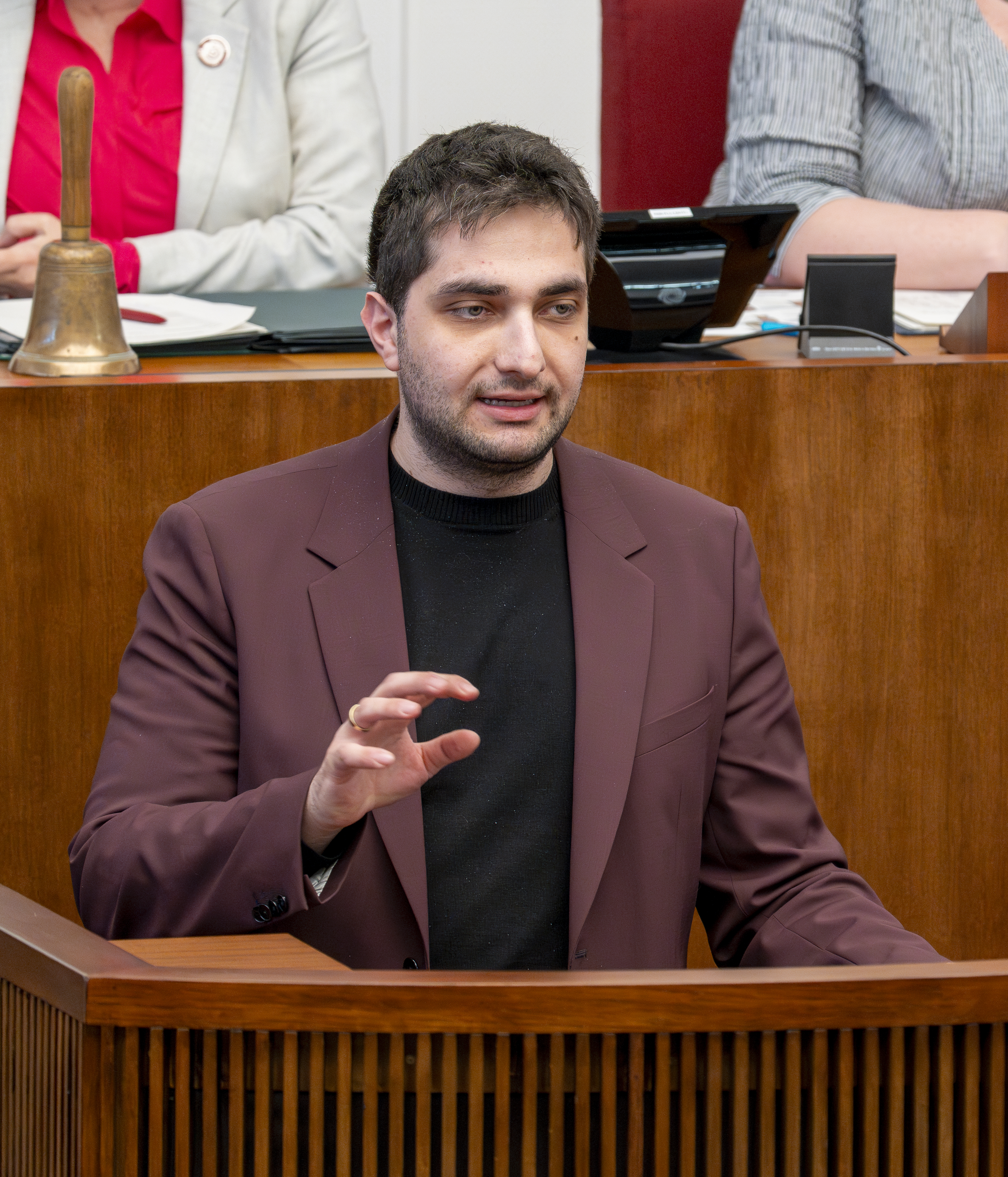
Gökhan Akkamis (2025)

Gökhan Akkamis (türkisch Gökhan Akkamış; * 13. Dezember 1997 in Hagen) ist ein deutscher Politiker (FDP). Seit 2024 ist er Mitglied der Bremischen Bürgerschaft.

## Leben
Akkamis wuchs in Schwerte sowie in der Türkei auf. Er legte das Abitur am Ruhrtal-Gymnasium in Schwerte ab und gründete daraufhin sein erstes Start-up-Unternehmen, auf das später weitere folgten. Er ist als Unternehmensberater tätig. Er studierte Wirtschaftswissenschaft und Rechtswissenschaft. Seit 2023 absolviert er ein MBA-Studium an der Fachhochschule des BFI Wien.
Akkamis ist verheiratet und hat ein Kind. Er lebt in Bremerhaven. Er bezeichnet sich selbst als Arbeiterkind.

## Politik
Akkamis trat im Alter von 14 Jahren in die FDP ein. Bereits 2014 im Alter von 16 Jahren wurde er stellvertretender Vorsitzender der Jungen Liberalen im Kreis Unna. 2020 wurde er zum stellvertretenden Landesvorsitzenden der Jungen Liberalen in der Freien Hansestadt Bremen gewählt. 2022 wurde er zum Beisitzer in den Landesvorstand der FDP Bremen gewählt.
Akkamis kandidierte bei der Bundestagswahl 2021 im Bundestagswahlkreis Bremen II – Bremerhaven und auf Platz 3 der FDP-Landesliste, verpasste jedoch den Einzug in den Bundestag.
Bei der Bürgerschaftswahl in Bremen 2023 kandidierte Akkamis im Wahlbereich Bremerhaven auf Platz 2 der FDP-Liste, verpasste jedoch zunächst den Einzug in die Bürgerschaft. Er rückte am 1. November 2024 für Hauke Hilz in die Bürgerschaft nach. Zuvor war er bereits ab 2023 Mitglied der Deputation für Wirtschaft und Häfen.

## Trivia
Am 18. Februar 2024 war Akkamis Teilnehmer bei der NDR-Quizshow und belegte den zweiten Platz.